# Hilding
Hilding is een merknaam die eigendom is van het Zweedse Hilding Anders concern. Dit concern is een van Europa's grootste producenten van bedden en matrassen.
Hilding werd in 1939 opgericht in het Zweedse Bjärnum onder de naam Hilding Anderssons Möbelfabrik AB. In 1961 verhuisde de productie naar Hästveda en werd de naam veranderd in Hilding Anders Möbel AB. In 1987 neemt het echtpaar Adolfsson de leiding van het bedrijf over. De naam werd Hilding Anders AB. Mede door diverse samenwerkingsverbanden en overnames stijgt de omzet gestaag. Door verdere overnames is Hilding Anders vanaf 2001 in Europa vertegenwoordigd in Scandinavië, Frankrijk, Duitsland, Hongarije, Tsjechië, Nederland, België, Zwitserland, Het Verenigd Koninkrijk en Ierland.
In West-Europa is Hilding als merknaam aanwezig op de Belgische markt. De Hilding-vestiging in Zingem richt er zich op de productie en verkoop van matrassen, boxsprings en lattenbodems.

## Gepatenteerde Hilding concepten
- Springside: veersysteem voor matrassen;
- Dozzflex: driedimensionale veer voor lattenbodems;
- Sensity : antiallergische productiewijze voor matrashoezen op basis van probiotica.